# Viola flettii
Violette de Flett
Espèce
Viola flettii, en français la violette de Flett, est une espèce de plantes à fleurs de la famille des Violaceae. C'est une plante vivace présente dans l'État de Washington au nord-ouest des États-Unis.

## Habitat
Viola flettii est présent dans l'État de Washington. La plante est ainsi présente au sein du parc national Olympique. Son nom anglophone est d'ailleurs Olympic violet en référence au mont Olympe, le point culminant du parc national, des montagnes Olympiques et de la péninsule Olympique.